# Brochis multiradiatus
Brochis multiradiatus (Orcés V., 1960), indicato a volte come pescegatto corazzato di smeraldo, è un piccolo pesce d'acqua dolce appartenente alla famiglia Callichthyidae. È l'unica specie del genere Brochis.

## Descrizione
Assai simile a Corydoras splendens, con corpo piuttosto tozzo, a sezione triangolare, ricoperto ai fianchi da placche corazzate che si intersecano lungo la linea laterale, bocca rivolta verso il basso, allungata, con barbigli. Anche la livrea è simile: testa, dorso e fianchi sono grigi e smeraldo con riflessi metallici, il ventre è bianco/rosato, le pinne sono grigio-smeraldino.

Si distingue dalle specie del genere Corydoras, oltre che per l'aspetto tozzo, anche per la maggior lunghezza della pinna dorsale, retta da 17 raggi anziché dagli 11-12 di questi ultimi.

Raggiunge una lunghezza massima di 6,7 cm.

## Biologia

### Comportamento
B. multiradiatus è un pesce pacifico, che vive in piccoli gruppi.

### Alimentazione
Si nutre prevalentemente di piccoli crostacei, anellidi, insetti e materia vegetale.

### Riproduzione
Depongono le uova in mezzo alla vegetazione. Non vi sono cure parentali.

## Distribuzione e habitat
Questa specie è diffusa in Sudamerica, nella parte occidentale del bacino del Rio delle Amazzoni (Ecuador e Perù). Abita acque con temperature comprese tra i 21° e i 24 °C.

## Acquariofilia
Meno noto degli affini Corydoras e di Brochis splendens, è tuttavia diffuso e commerciato tra allevatori e negozi specializzati per la sua adattabilità e per la facilità d'allevamento e di riproduzione.